# Nouvelle Énergie
Nouvelle Énergie (NE) est un parti politique français libéral, de droite, fondé en 2014 par David Lisnard, maire de Cannes et président de l'Association des maires de France (AMF).

## Histoire
Le parti s'organise à l'échelle nationale en 2021 avec pour objectif de jouer un rôle significatif à droite en vue de l'élection présidentielle de 2027.
Le parti a alors bénéficié de ralliements d'élus de droite, notamment en provenance des Républicains. Se réclamant de tendance plutôt libérale, Nouvelle Énergie propose de nouvelles initiatives sur divers sujets tels que la liberté entrepreneuriale, la créativité, la lutte contre la bureaucratie, la croissance écologique, le renforcement des retraites, la culture française, et le « déclassement international ».
Six sénateurs ont été élus sous cette étiquette lors des élections sénatoriales de 2023.
Le parti a présenté plusieurs candidats aux élections législatives de 2024, formant des alliances avec Les Républicains et Les Centristes - Le Nouveau Centre dans certaines circonscriptions. Alexandra Martin a été réélue députée de la 8e circonscription des Alpes-Maritimes, sous l'étiquette de Nouvelle Énergie, avec David Lisnard comme suppléant, après avoir remporté l'élection face à la candidate du Rassemblement national.
Le parti revendique en juillet 2025 11 000 adhérents, 1200 élus locaux, 90 relais départementaux, 14 référents expatriés et une vingtaine de parlementaires.

## Organisation
Présidé par David Lisnard, Nouvelle Énergie a pour secrétaire général Alexandra Martin, député de la 8e circonscription des Alpes-Maritimes.
Romain Marsily en est le directeur général et est responsable des groupes de travail du parti. Depuis 2024, Hervé Novelli, ancien secrétaire d'État au Commerce et aux PME, est chargé de piloter le projet politique du parti. En 2025, Quentin Hoster, ancien journaliste de Valeurs actuelles, rejoint le parti en tant que directeur général adjoint.
À ce jour, le parti est représenté dans plus de 70 départements en France métropolitaine et dans les territoires d’outre-mer, par des relais locaux chargés de l’animation de leurs départements respectifs.
Le mouvement de jeunesse du parti, nommé Les Jeunes Énergies, est représenté par Marion Beaudin.

## Positionnement politique
Cette section ne s'appuie pas, ou pas assez, sur des sources secondaires ou tertiaires indépendantes du sujet. Le texte peut contenir des analyses inexactes ou inédites de sources primaires.
Pour l'améliorer, ajoutez-en, ou placez des modèles {{Source secondaire souhaitée}} ou {{Source secondaire nécessaire}} sur les passages mal sourcés. (février 2025)

Nouvelle Énergie adopte une orientation politique qui s’inscrit dans une logique libérale et affirme s'inspirer de l'héritage de Georges Pompidou. Le parti défend la réduction du rôle de l’État afin qu'il soit plus performant sur ses fonctions régaliennes, telles que la sécurité et la justice, et rejette l’intervention publique dans les domaines économiques, environnementaux et technologiques. Ses propositions traduisent cette ligne idéologique : privatisation du système de retraite, allègement significatif des charges et de la fiscalité, suppression de normes jugées contraignantes, dérégulation du marché du travail et recentrage des politiques sociales sur la responsabilité individuelle. Nouvelle Énergie affirme que le marché, l’investissement privé et la liberté d’entreprendre constituent les leviers les plus efficaces pour relever les défis contemporains.

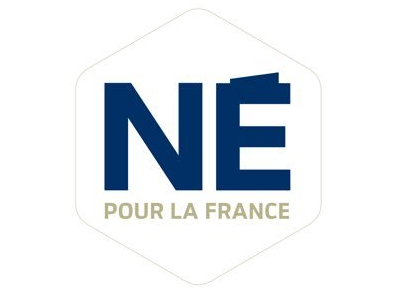
Ancien logotype de Nouvelle énergie

Voici une liste non exhaustive de ses propositions :
- augmenter le salaire net en réduisant les cotisations et charges[16] ;
- créer un contrat de travail unique, fusionnant CDI et CDD[17] ;
- lancer une grande politique familiale pour lutter contre le déclin démographique[18] ;
- garantir la sécurité en soutenant la police, en abaissant la majorité pénale à 16 ans, et en expulsant les criminels étrangers[19] ;
- réduire drastiquement les freins bureaucratiques et fiscaux qui limitent l'innovation, les initiatives individuelles et l'esprit d'entreprise[20] ;
- instaurer un système de retraite par capitalisation collective[21] ;
- créer une allocation sociale unique[22] ;
- mettre fin au regroupement familial automatique, rétablir le délit de clandestinité et faire exécuter les OQTF (Obligations de Quitter le Territoire Français)[23] ;
- réorganiser l'hôpital public et les services d’urgence, et généraliser les soins palliatifs ;
- poursuivre une politique ambitieuse de décentralisation[3] ;
- supprimer la carte scolaire, et réformer la formation des enseignants et les programmes pour renouer avec l’excellence éducative[24] ;
- renforcer le contrôle de l’exécutif[23] ;
- relever les grands défis de notre époque, tels que la protection de l’environnement et l’intelligence artificielle, en stimulant les investissements et en libérant la science, la recherche et l’innovation[25].